# Chaetocnema subcoerulea
Chaetocnema subcoerulea es un coleóptero de la familia Chrysomelidae. Fue descrita científicamente en 1864 por Kutschera.